# Annelies Dom
Annelies Dom (8 aprile 1986) è una dirigente sportiva, ex ciclista su strada e pistard belga. Attiva in formazioni Elite dal 2013 al 2020, è stata campionessa nazionale in linea nel 2018.

## Palmarès

### Strada
- 2018 (Lotto Soudal Ladies, una vittoria)

Campionati belgi, Prova in linea Elite

#### Altri successi
- 2018 (Lotto Soudal Ladies)

Campionati belgi, Cronosquadre

### Pista
- 2017

Campionati belgi, Corsa a punti
- 2018

Campionati belgi, Inseguimento individuale

## Piazzamenti

### Grandi Giri
- Giro d'Italia

2016: 87ª
2019: 102ª

### Competizioni mondiali
- Campionati del mondo su strada

Richmond 2015 - In linea Elite: ritirata
- Campionati del mondo su pista

Hong Kong 2017 - Inseguimento a squadre: 10ª
Hong Kong 2017 - Inseguimento individuale: 20ª
Apeldoorn 2018 - Inseguimento a squadre: 12ª
Apeldoorn 2018 - Inseguimento individuale: 17ª
Pruszków 2019 - Inseguimento a squadre: 8ª

### Competizioni europee
- Campionati europei su strada

Glasgow 2018 - In linea Elite: 59ª
- Campionati europei su pista

Saint-Quentin-en-Yvelines 2016 - Inseguimento a squadre: 6ª
Saint-Quentin-en-Yvelines 2016 - Inseguimento individuale: 20ª
Berlino 2017 - Inseguimento a squadre: 6ª
Berlino 2017 - Corsa a punti: 15ª
Berlino 2017 - Inseguimento individuale: 16ª
Glasgow 2018 - Inseguimento a squadre: 6ª
Glasgow 2018 - Inseguimento individuale: 18ª
Apeldoorn 2019 - Inseguimento a squadre: 5ª
Apeldoorn 2019 - Corsa a punti: 19ª